# 皮埃爾·安德烈·德·敘弗朗
海軍中將皮埃爾·安德烈·德·敘弗朗·德·聖特羅佩（法語：Pierre André de Suffren de Saint Tropez；1729年7月17日—1788年12月8日），法蘭西王國18世紀後期的著名海軍將領，曾率法國艦隊於美國獨立戰爭期間奪得印度洋制海權。